# دیاتومه
دیاتوم (به انگلیسی: Diatom) گروه بزرگی از جلبک‌ها هستند، به طور ویژه این گونه از جلبک‌های کوچک، در اقیانوسها ، آبراه‌ها و خاک‌های سراسر جهان یافت‌می‌شود. دیاتوم‌ها موجوداتی زنده و بخش قابل توجهی از زیست‌توده زمین را تشکیل می‌دهند، آن‌ها سالانه حدود ۲۰ تا ۵۰ درصد اکسیژن مورد نیاز در کره زمین را تولید می‌کنند. دیاتومه‌ها در آب‌های شیرین و شور زندگی کرده و بعضی از آن‌ها نیز در خاک زندگی می‌کنند. دیاتومه‌ها با دونیمه شدن تولید مثل می‌کنند. سالانه بیش از ۶٫۷ میلیارد تن سیلیسیم از آب‌هایی که در آن زندگی می‌کنند، دریافت می‌کنند و تقریبا نیمی از مواد آلی موجود در اقیانوس ها را تشکیل می‌دهند. پوسته دیاتوم‌های مرده می‌تواند به عمق ۸۰۰ متری در کف اقیانوس برسد. کل حوضه آمازون سالانه توسط ۲۷ میلیون تن غبار پوسته مرده دیاتومه ها که توسط بادهای ماوراء اطلسی از صحرای بزرگ آفریقا منتقل می‌شود، بارور می‌گردند.
دیاتومه‌ها ریزجلبک‌های تک‌سلولی فتوسنتز کننده هستند. آنها بخش اعظمی از فیتوپلانکتون‌ها را تشکیل می‌دهند که خود پایه اصلی زنجیره غذایی در اکوسیستم‌های آبی هستند. فراوانی این موجودات به همراه توزیع گسترده آنها در زیست گاه‌های مختلف کاربردهای گسترده‌ای را برای آنها ایجاد کرده‌است.
دیاتومه‌ها به‌صورت سلول‌های منفرد و هم به‌صورت دسته جمعی وجود دارند رنگ آنها معمولاً مایل به زردی یا خرمایی است و در آب‌های شیرین یا شور یا در خاک‌های مرطوب یا بر سطح مرطوب رستنی‌های دیگر زیست می‌کنند در نواحی شمالی و سایر نواحی سرد فراوانتر از جاهای دیگرند. نزدیک به پانزده هزار جنس از آنها شناخته شده‌است.
دیاتومه‌ها گروهی از آغازیان خودپرورد (اتوتروف) هستند و دارای کلروپلاست می‌باشند (نورپروردند). این نوع از آغازیان دارای دو پوستهٔ کوچک و بزرگند که یکی از دیگری شعاع بیشتری دارد و پوستهٔ کوچک‌تر در داخل پوستهٔ بزرگ‌تر قرار می‌گیرد. † در هنگام تولید مثل غیرجنسی، دو پوسته از هم جدا می‌شوند و هر تکه به‌صورت جانداری مستقل درمی‌آید و پوستهٔ مکملی برای خود می‌سازد. بعد از چندین نسل تولید مثل غیرجنسی، این جاندار دیگر قادر به این نوع تولید مثل نبوده و گامت (کامه) می‌سازد.
دیاتوم‌ها تک سلولی هستند و گاهی هم تشکیل کلونی می‌دهند. دیاتوم‌ها در آب‌های شور، شیرین و خاک‌های مرطوب و در تمامی نقاط دنیا یافت می‌شوند. دیاتوم‌ها دارای شکلی شبیه به قوطی واکس هستند به گونه ای که دیواره سلولی آن‌ها از دو نیمه تشکیل شده که نیمه بالایی کمی بزرگ‌تر از نیمه پایینی است. پوسته این دو قسمت از ماده سیلیس تشکیل شده که در بستر دریا نوعی خاک ریز را پدید می‌آورند و به عنوان سمباده از آن استفاده می‌کنند.

## پوسته
مادهٔ حیاتی دیاتومه‌ها در صدفی سیلیسی جای دارد. پوستهٔ خارجی دیاتومه در زیر میکروسکوپ دارای نقوش ظریف و زیباست و از آن در صنعت برای عایق‌سازی نسبت به حرارت و صوت و در ساختن دینامیت و سایر مواد منفجره، در ساختن صافی‌ها وغیره به‌کار می‌برند و از منابع غذایی عمدهٔ ماهی‌ها و سایر حیوانات آبی می‌باشند و بیشتر سنگهای آهکی زمین از دیاتومه‌ها ساخته شده‌است و دیاتومه‌ها منشأ قسمت عمدهٔ ذخایر نفتی است. پوستهٔ دیاتوم‌ها اغلب تزئینات خاصی دارند و از جنس سیلیس است، که پوستهٔ خالی آنها نوعی سنگ سیلیسی را تشکیل می‌دهد که ازنظر اقتصادی باارزشند. از این سنگ برای ساخت سنگ سنباده استفاده می‌شود.
دیاتوم‌ها دیپلوئید (2n) هستند و روی مواد شیمیایی ای که از منفذ پوستِ آنها ترشح می‌شود سُر می‌خورند و حرکت می‌کنند.

## نگارخانه

نگاره‌های میکروسکوپ الکترونی
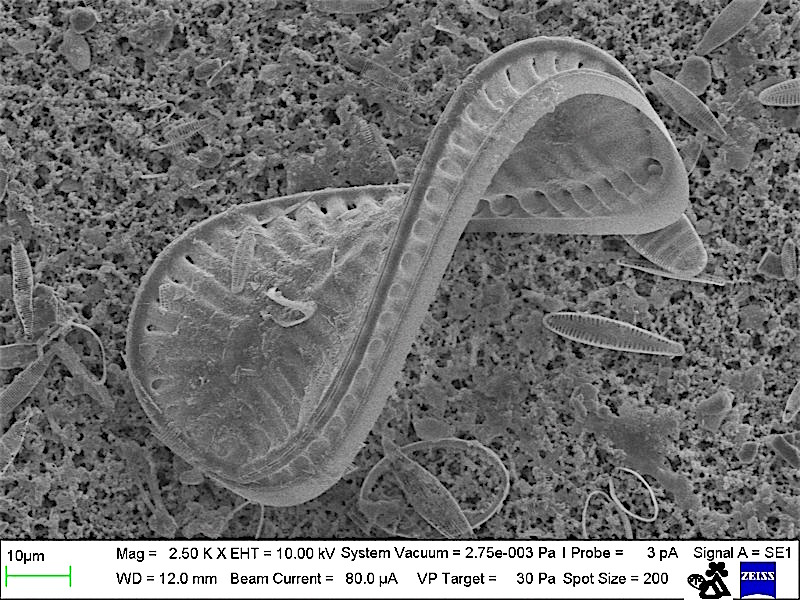
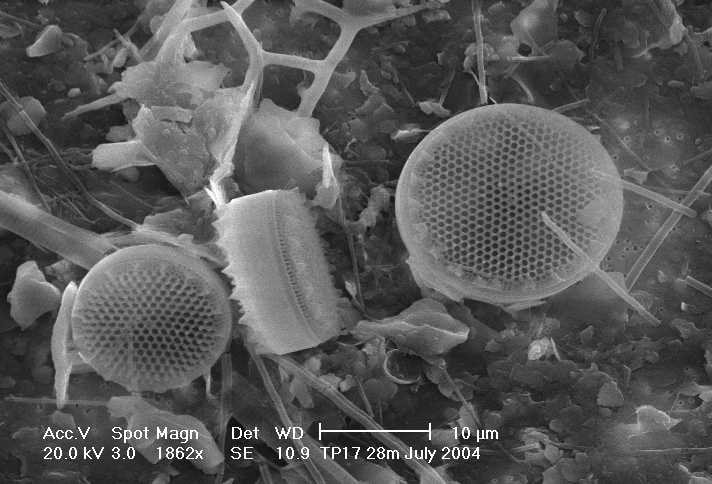
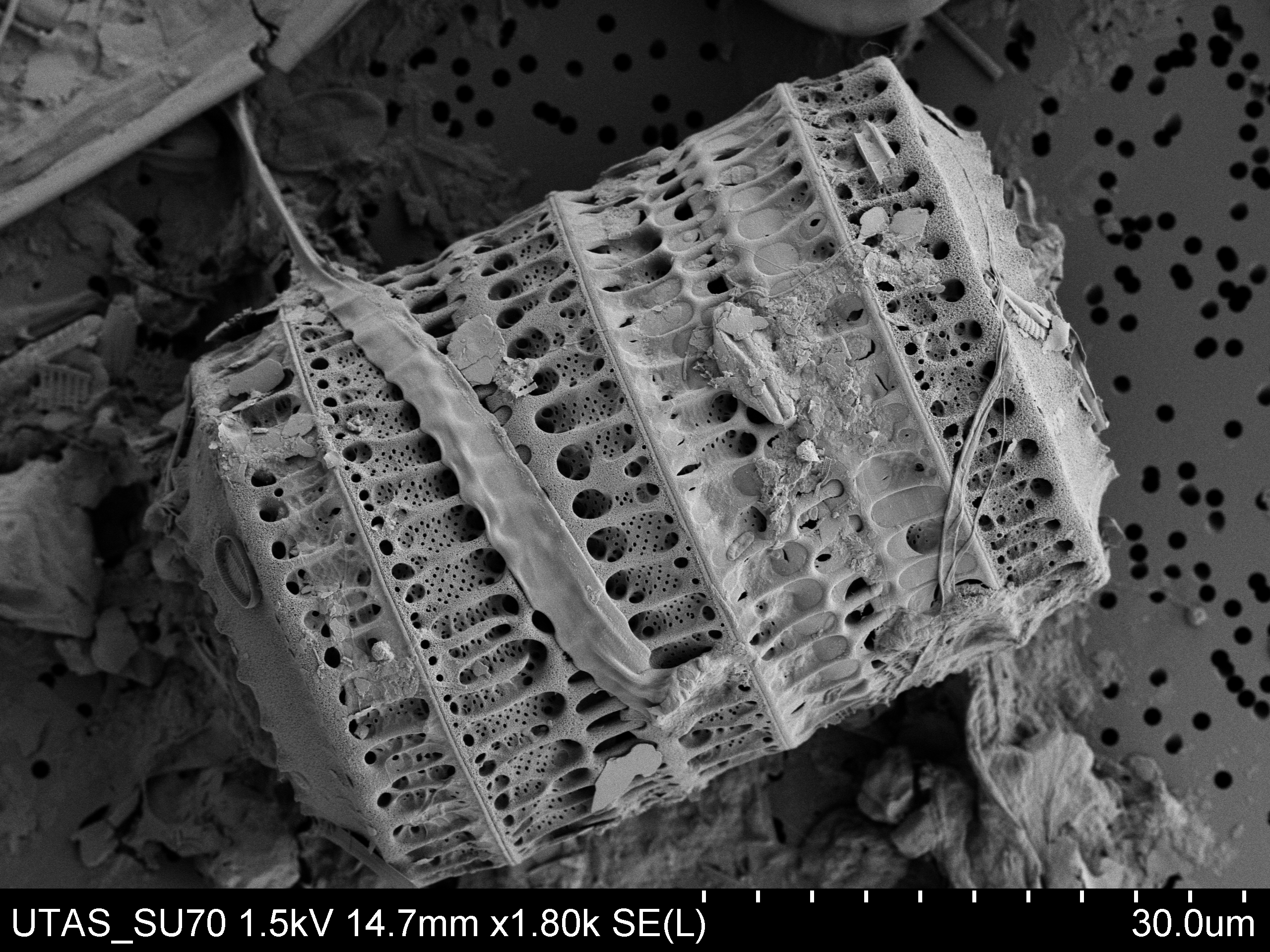
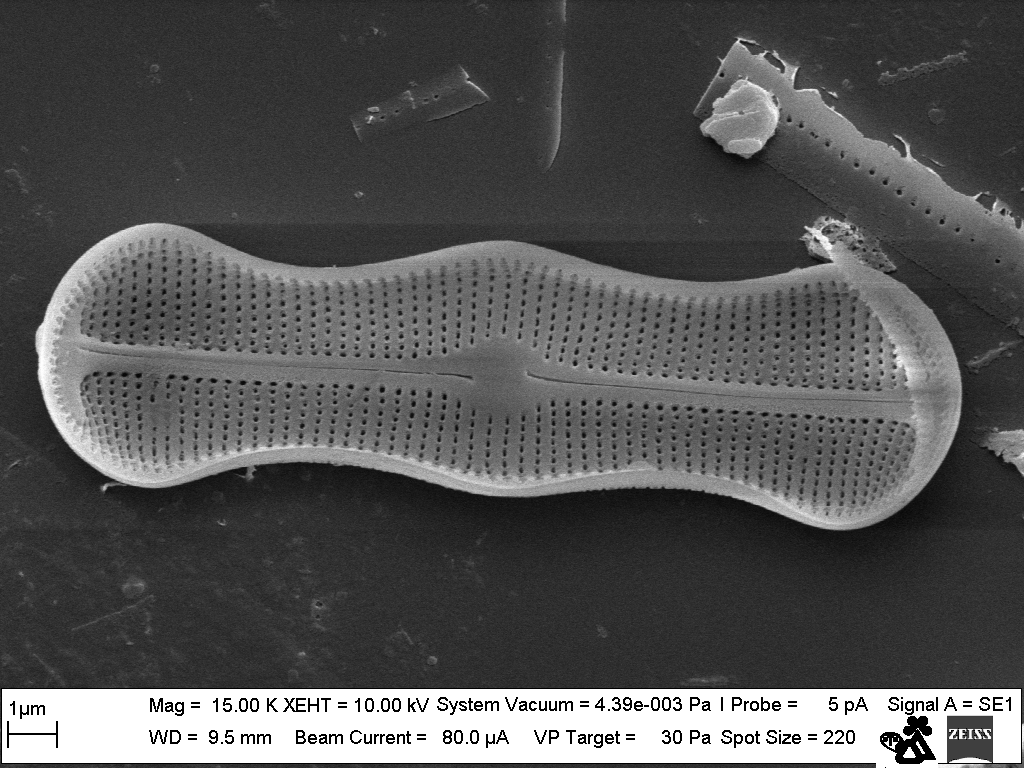